# 永小作権
永小作権（えいこさくけん）とは、小作料を支払って他人の土地において耕作又は牧畜をする権利。日本の民法では第270条以下に規定が設けられている。ただ、今日の小作関係のほとんどは賃借権の設定による賃借小作権で永小作権が設定されている例は少ないとされる。
- 日本の民法は、以下で条数のみ記載する。

## 概説

### 永小作権の意義
永小作権とは、小作料を支払って他人の土地において耕作又は牧畜をする権利である（第270条）。永小作権は永代小作、永代作、上土権、上毛地、開作権、開墾小作権などとも呼ばれてきた。

### 永小作権の沿革
江戸時代における小作の実情は地主と小作人との関係や藩の農民政策により態様は異なるとされるが、一般には普通小作とは異なり永小作人の地位は独立しており、それは分割所有権的性格をもっていたとされる。明治政府は地租改正において小作料の徴収権者に地券を発給して唯一の所有権者としたため、小作人は用益権者の地位に転落した。また、明治23年の旧民法での永小作権は所有権的内容に近いものであったが（民法典論争参照）、これに代わる明治31年施行の明治民法は永小作権の存続期間を50年とし（第270条）、また、民法施行法47条も民法施行前に設定された永小作権の存続期間を原則として民法施行の日から50年にとどめたため永小作人の不満を生じることとなった。そのため民法施行法47条の3項において「民法施行前ニ永久存続スヘキモノトシテ設定シタル永小作権」について、所有権者の償金支払による消滅請求と永小作人の所有権買取について追加されたが、所有権者による永小作権消滅請求が優先する点、永小作人に土地所有権の買取義務を定めていた点、買取価格が不確定である点などで問題を抱えていた。
第一次世界大戦後には小作争議が頻発したため、大正13年に小作調停法、昭和13年に農地調整法が制定されたが、これらは小作関係の実体を変更するものではなかったとされる。第二次世界大戦後の農地改革を経て昭和27年に農地法が制定されるに至る過程で、永小作権は買い上げの対象となり自作農への移行が図られ小作関係は整理されることとなった。
一般に永小作権は現在ではほとんど利用されていないと理解されている。ただ、統計上、1899年から1990年まで10万3239件の登記があったことが指摘されている。

### 賃借小作権との差異
耕作や牧畜は永小作権でなくとも農地に賃借権を設定することでも達成しうる（賃借小作権）。しかし賃借小作権と違い、永小作権は物権であるから排他性を持ち、土地の所有権者の意思に関わらず自由に処分をすることができる。当然登記によって第三者に対抗することができ相続も可能である。現在、耕作に利用されている土地利用権の圧倒的多数は賃借小作権である。なお、権利内容が永小作権か賃借小作権か不明である場合には、設定契約の内容あるいは地方の慣習によって定めるべきとされる。

## 永小作権の目的
永小作権は地上物の所有そのものを目的とするものではなく、地上物の存在や消滅による影響を受けない。地上権との相違点として、譲渡性を設定行為により制限可能な点（272条但書）と対価の支払い（小作料）を要素としている点が挙げられる。

## 永小作権の取得

### 永小作権設定行為
通常、永小作権の設定は設定行為により、設定行為は契約あるいは遺言による。

### 譲渡
永小作権は設定行為で禁止されている場合や特に異なる慣習がない限り譲渡することができる（第272条・第277条）。

### 取得時効
永小作権は取得時効によっても取得しうる。

### 相続
永小作権は相続によっても取得しうる。

### 農地法上の特則
永小作権の取得については農地法上に特則がある。

## 永小作権の対抗要件
永小作権の対抗要件は登記である（177条、不動産登記法3項3号、79条）。農地賃借権の場合には農地法に特則があり引渡しを対抗要件としているが（農地法18条）、この農地法18条の永小作権への準用については肯定説と否定説（通説）が対立する。

### 設定登記
以下、説明の便宜上、「法」（不動産登記法、平成16年6月18日法律第123号）、「令」（不動産登記令、平成16年12月1日政令第379号）、「規則」（不動産登記規則、平成17年2月18日法務省令第18号）、「記録例」（不動産登記記録例、2009年（平成21年）2月20日民二500号通達）の略語を用いる。

#### 登記事項
- 絶対的登記事項
  - 登記の目的
  - 申請の受付の年月日及び受付番号
  - 登記原因及びその日付
  - 登記権利者の氏名又は名称及び住所並びに登記名義人が複数であるとき（1901年（明治34年）2月9日民刑124号回答）はそれぞれの持分（以上法59条1号ないし4号）
  - 順位番号（法59条8号、令2条8号、規則1条1号・規則147条1項及び3項）
  - 小作料（法79条1号）
- 相対的登記事項
  - 権利消滅の定め
  - 共有物分割禁止の定め（争いあり）
  - 代位申請によって登記した場合における、代位者の氏名又は名称及び住所並びに代位原因（以上法59条5号ないし7号）
  - 存続期間又は小作料の支払時期の定め
  - b:民法第272条ただし書の定め
  - 永小作人の権利又は義務に関する定め（以上法79条2号ないし4号）。

本稿では、上記の登記事項のうち代位申請に関する事項以外の事項について、登記申請情報の記載方法を説明する。申請の受付の年月日及び受付番号については不動産登記#受付・調査を参照。

#### 登記申請情報（一部）
- 登記の目的
登記の目的（令3条5号）は「登記の目的　永小作権設定」のように記載する（記録例272）。
- 登記原因及びその日付
登記原因及びその日付（令3条6号）は設定契約の成立日を日付として「原因　平成何年何月何日設定」のように記載する（記録例272）。ただし、永小作権の目的たる土地が農地又は採草放牧地（b:農地法第2条1項）である場合、設定契約成立日とb:農地法第3条の許可書の到達日のうち遅い日を原因の日付とする。b:農地法第29条の農業委員会の裁定に基づく場合、裁定の公示（b:農地法第30条1項）の日を原因日付として、「原因　平成何年何月何日農地法第29条の設定裁定」のように記載する。
- 小作料
小作料（令別表34項申請情報、法79条1号）は「小作料　1年何円」（記録例272）や「小作料　1平方メートル1年何円」のように記載する。小作料は金銭で定めなければならないとされていたが、平成13年に廃止された（農地法21条削除参照）。
- 小作料の支払時期
小作料の支払時期（令別表34項申請情報、法79条2号）は「支払時期　毎年何月何日」のように記載する（記録例272）。
- 存続期間
存続期間（令別表34項申請情報、法79条2号）は「存続期間　何年」のように記載する（記録例272）。登記原因証明情報に50年を超える存続期間の記載があり、申請情報には50年と引き直して記載した申請は受理される（b:民法第278条1項後段参照、1930年（昭和5年）4月22日民事405号回答）。一方、登記原因証明情報に20年未満の存続期間の定めがある場合、申請情報に20年と記載しても受理されない（民法第278条1項前段参照）。この場合、永小作権は成立せず、賃借権とみなされる。また、登記原因証明情報には存続期間の定めの記載がないが申請情報に30年と記載した場合、当該申請は受理される（b:民法第278条3項参照）。
- b:民法第272条ただし書の定め
b:民法第272条ただし書の定め（令別表34項申請情報、法79条3号）は「特約　譲渡、賃貸することができない」のように記載する（記録例272）。ただし、b:農地法第29条の農業委員会の裁定に基づく場合は登記をすることができない（b:農地法第30条3項）。
- 永小作人の権利又は義務に関する定め
永小作人の権利又は義務に関する定め（令別表34項申請情報、法79条4号）の具体例は先例によって示されているわけではない。書式解説737頁以下は、b:民法第270条に関連して設定の目的を登記できるとしている。なお、2004年に不動産登記法が大改正される以前の先例は、目的は登記事項ではないが、登記して差し支えないとしている（1905年（明治38年）5月8日民刑回答）。農地法29条の農業委員会の設定裁定においては、設定の目的は利用権の内容として必ず定められる（農地法29条1項2号）。
- 権利消滅の定め
権利消滅の定め（令3条11号ニ）は「特約　永小作権者が死亡した時は永小作権が消滅する」のように記載する。
- 共有物分割禁止の定め
共有物分割禁止の定め（令3条11号ニ）を永小作権設定登記において登記できるかどうかは争いがある（可とする説は登記インターネット66-148頁を、不可とする説は書式解説742頁を参照）。
- 登記申請人
登記申請人（令3条1号）は永小作権者を登記権利者、永小作権設定者（土地の所有権登記名義人）を登記義務者として記載する。なお、法人が申請人となる場合、以下の事項も記載しなければならない。
  - 原則として申請人たる法人の代表者の氏名（令3条2号）
  - 支配人が申請をするときは支配人の氏名（一発即答14頁）
  - 持分会社が申請人となる場合で当該会社の代表者が法人であるときは、当該法人の商号又は名称及びその職務を行うべき者の氏名（2006年（平成18年）3月29日民二755号通達4）。

農地法29条の農業委員会の裁定に基づく場合でも、登記権利者が単独で申請できる条文は存在せず、原則どおり共同で申請を行う（農地法30条2項参照）。
- 添付情報 
添付情報（規則34条1項6号、一部）は登記原因証明情報（法61条・令7条1項5号ロ）、登記義務者の登記識別情報（法22条本文）又は登記済証及び書面申請の場合には印鑑証明書（令16条2項・規則48条1項5号及び47条3号イ(1)、令18条2項・規則49条2項4号及び48条1項5号並びに47条3号イ(1)）である。法人が申請人となる場合は更に代表者資格証明情報（令7条1項1号）も原則として添付しなければならない。
また、永小作権の目的たる土地が農地又は採草放牧地（農地法2条1項）である場合、農地法3条の許可書（令7条1項5号ハ）を添付しなければならない。ただし、農地法29条の裁定に基づく場合は不要である。
- 登録免許税
登録免許税（規則189条1項前段）は不動産の価額の1,000分の10である（登録免許税法別表第1-1(3)イ）。なお、端数処理など算出方法の通則については不動産登記#登録免許税を参照。

### 抹消登記
永小作権の登記を抹消する登記については抹消登記を参照。

### 登記の実行
永小作権設定登記は主登記で実行される（不動産登記規則3条参照）。

## 永小作権の効力

### 永小作人の権利
- 土地使用権
永小作人は耕作や牧畜をすることができる（第270条）。永小作人は特に慣習のない限り土地に対して回復することのできない損害を生ずべき変更を加えることができない（第271条・第277条）。
- 永小作権の処分
  - 永小作人は設定行為で禁止されている場合や特に異なる慣習がない限り、永小作権を他人に譲渡し、又は永小作権の存続期間内において土地を賃貸することができる（第272条・第277条）。ただし、農地法の適用を受ける場合には農地法第3条による制限がある[11]。
  - 永小作権への抵当権設定も可能である（第369条2項）。

### 永小作人の義務
- 小作料支払義務
地上権における地代とは異なり、永小作権における小作料は永小作権の要素であるので、永小作人は当然に小作料支払義務を負う（第270条の「小作料を支払って」の文言）[11][12]。永小作人は、特に異なる慣習のない限り、不可抗力により収益について損失を受けたときであっても小作料の免除又は減額を請求することができない（第274条・第277条）。ただし、小作料については農地法に特則がある。
- 工作物等の収去義務
地上権者の工作物等の収去義務について定めた第269条は、永小作権においても準用される（第269条）。

## 永小作権の存続期間
- 設定行為で存続期間を定めた場合
存続期間は20年以上50年とされている（第278条1項前段）。設定行為で50年より長い期間を定めたときであっても、その期間は50年に短縮される（第278条1項後段）。永小作権の設定は更新することができるが、その存続期間は更新の時から50年を超えることができない（第278条2項）。なお、農地又は採草放牧地の賃貸借（農地法上の賃借小作権）の存続期間等について定めた農地法19条・20条の規定は永小作権には適用されない（最判昭34・12・18民集13巻13号1647頁）[11]。
- 設定行為で存続期間を定めなかった場合
別段の慣習がある場合を除き存続期間は30年となる（第278条3項）。

## 永小作権の消滅

### 永小作権の消滅原因
- 放棄
永小作人は、不可抗力によって、引き続き3年以上全く収益を得ず、又は5年以上小作料より少ない収益を得たときは、特に異なる慣習のない限り、その権利を放棄することができる（第275条・第277条）。
- 永小作権の消滅請求
永小作人が引き続き2年以上小作料の支払を怠ったときは、特に異なる慣習のない限り、土地所有者は永小作権の消滅を請求することができる（第276条・第277条）。
- その他の消滅原因
土地の滅失、存続期間満了、混同、消滅時効により永小作権は消滅する[13][14]。

### 永小作権消滅の効果
- 収去権・買取権
永小作権者は原状に回復させて返還する義務を負うが、地上物については収去することができる（第279条・第269条1項本文）。ただし、土地の所有者が時価相当額を提供してこれを買い取る旨を通知したときは、永小作権者は正当な理由がなくしてこれを拒むことができない（第279条・第269条1項但書）。なお、これと異なる慣習があるときは、その慣習に従う（第279条・第269条2項）。